# 双石山
双石山（ぼろいしやま）は、鰐塚山地北東部を構成する鵜戸山地北部にそびえる山である。宮崎県宮崎市南部に位置し、周辺は市民の憩いの場となっている。市街地から望むことができ、宮崎市のシンボルの一つとされる。

## 自然
地理
加江田川と鏡洲川に挟まれた山塊であり、西側が急傾斜、東側が緩傾斜の特徴的な山容を呈する。また、双石山とその東側に隣接する徳蘇山塊とを総称して双石山と呼ぶこともある。宮崎市市街地から望む山の姿は、一日の間に七色に変わるといわれる。
地質
日南層群の砂岩の上に不整合を介して宮崎層群青島相双石山部層の礫岩や砂岩が重畳する地質構造となっている。宮崎層群は地層が東側へ傾斜しており、表層部に浸食されにくい地層を含んでいることから東側が緩傾斜、西側が急傾斜となるケスタ地形の様相を呈する。塩類風化によって急速に風化され、表面に多数の穴を持つタフォニと呼ばれる形態の奇岩が多く分布する。天狗岩と呼ばれる奇岩、象の墓場と呼ばれる巨岩地帯、針の耳と呼ばれる岩を貫く洞穴、玉ねぎ状に風化された岩などが見られる。
動植物
山頂周辺はシイ、カシ、タブノキを主とする照葉樹林である。完全な天然林ではなく1910年以降に更新された形跡があり、その後放置されることで天然林に近い状態となっている。

## 歴史
古くから山岳信仰の対象となっており山伏がいたといわれる。「ぼろいし」という名称の由来は砂礫がボロボロと崩れる様子から名付けられたとする説が一般的である。他に、二つの山が重なっているため「双石」と書かれたとする説や、落合双六という人に由来するという説がある。1829年（文政12年10月15日）に安井息軒が登山している。
貴重な天然林が残されているとして1969年（昭和44年）8月22日に63.96ヘクタールが国の天然記念物（天然保護区域）に指定され、翌1970年9月11日、双石山から加江田渓谷までの1448ヘクタールが宮崎自然休養林に指定された。

## 観光
宮崎市中心部から16キロメートルの近場にあり宮崎市民にとって身近な山である。登山道として北西の鏡洲川沿いの塩鶴から針の耳神社と象の墓場を通るルート、東側の加江田渓谷からのルートがある。山頂展望台から宮崎市街地、尾鈴山、日向灘を望むことができる。山頂付近に岩壁がありロッククライミングが盛んとなっている。